# Freiheitsstatuen (Paris)

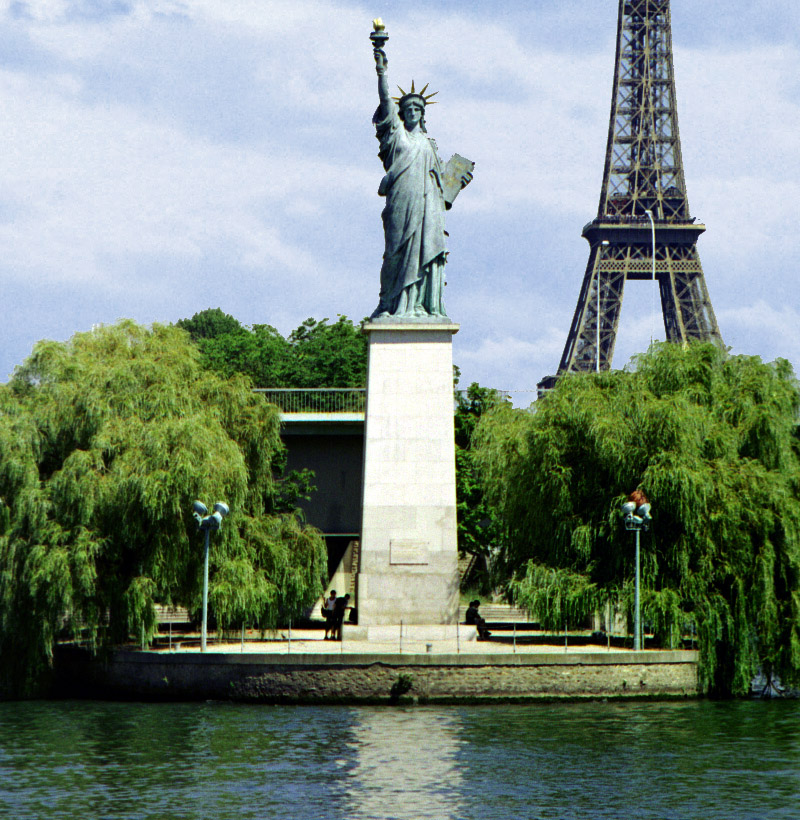
Freiheitsstatue auf der Île aux Cygnes

In Paris stehen fünf Freiheitsstatuen, die bis auf ihre unterschiedlichen Größen der Freiheitsstatue in New York (Einweihung 1886) gleichen.

## Übersicht
Im Musée des Arts et Métiers (Museum der Künste und Berufe) befindet sich das Modell von 1875 für die New Yorker Version, die von Frédéric Auguste Bartholdi entworfen wurde, und die den Vereinigten Staaten von Amerika 1886 als Geschenk zur Unabhängigkeit übergeben wurde.

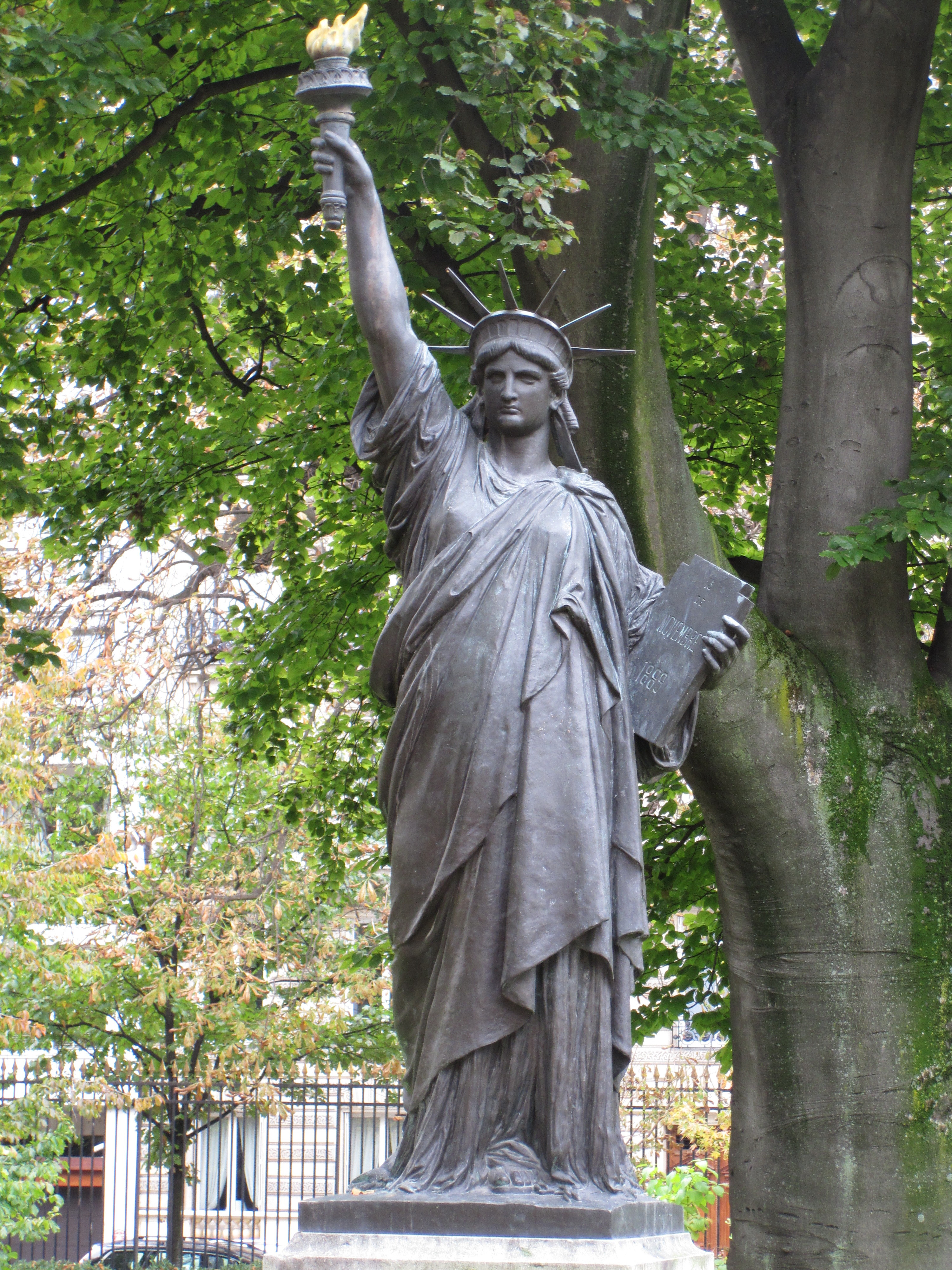
Freiheitsstatue im Jardin du Luxembourg (bis 2012)

Ein weiteres, knapp drei Meter hohes Modell der Freiheitsstatue, welches Frédéric Auguste Bartholdi zur Weltausstellung 1900 schuf, stand von 1906 bis Juni 2012 im Jardin du Luxembourg und wurde danach in das Musée d’Orsay versetzt, wo es seitdem am Anfang der Skulpturenausstellung in der Haupthalle zu sehen ist. Seit Juli 2013 steht eine Kopie dieser Freiheitsstatue erneut im Jardin du Luxembourg.
Am westlichen Ende der Île aux Cygnes, einem schmalen, künstlichen Damm in der Seine nahe dem Eiffelturm, steht eine 11,50 Meter hohe Kopie, die der Stadt von in Paris lebenden amerikanischen Bürgern im Jahr 1889 geschenkt wurde. Sie ist so aufgebaut, dass sie in die Richtung sieht, in der ihre größere Schwester im New Yorker Hafen steht.
Eine fünfte Freiheitsstatue befindet sich am Bug einer Barke, die unweit des Eiffelturmes am rechten Seineufer festgemacht ist.